# Ek prosopou
Il titolo di ek prosopou (in greco ἐκ προσώπου?), che significa "rappresentante", era ampiamente utilizzato nel medio Impero bizantino (IX-XII secolo) per i delegati di varie cariche.
Il titolo poteva essere applicato in senso generico a qualsiasi alto funzionario, come lo stratego di un thema, che era in un certo senso il delegato dell'imperatore bizantino. In senso più tecnico, come nei Taktika o elenchi di uffici del IX-XI secolo, era usato da funzionari subordinati che facevano le veci di uno stratego o di un altro governatore provinciale o di uno dei ministeri del governo centrale per uno specifico distretto (chiamato ekprosopike da Giovanni Cecaumeno). Lo stesso uso è attestato anche nella gerarchia ecclesiastica.